# Ho Meng-hua
Ho Meng-hua, conosciuto anche con i nomi di He Meng Hua e Hoh Mung Wa (caratteri cinesi: 何夢華; Shanghai, 1º gennaio 1923 – Hong Kong, 19 maggio 2009), è stato un regista e sceneggiatore cinese che ha lavorato nel cinema di Hong Kong e Taiwan.
Nel 1955 iniziò a lavorare per lo Studio Shaw, dove divenne uno dei registi più prolifici, con un totale di circa 50 film tra la metà degli anni '50 e gli anni '80. Molti erano film di Arti Marziali. Era particolarmente interessato a storie di Kung Fu con forti personaggi femminili e lanciò l'attrice taiwanese Shi Szu.

## Filmografia parziale
- Between Tears and Smiles (1964) - co-regista
- Cave of the Silken Web (1967)
- The Black Enforcer (1972)
- The Human Goddess (1972)
- Oily Maniac (1976)
- The Mighty Peking Man (1977)
- Vengeful Beauty (1978)
- Abbot of Shaolin (1979)
- Shaolin Handlock (1981)